# Elección papal de 1241
Las elecciones papales de 1241 (del 21 de septiembre al 25 de octubre) vieron la elección del cardenal Goffredo Castiglioni como papa Celestino IV. La elección tuvo lugar durante la primera de muchas sedes vacantes prolongadas de la Edad Media y, como muchas de ellas, se caracterizó por disputas entre los papas y el emperador del Sacro Imperio Romano Germánico.

## Contexto
En concreto, la elección tuvo lugar durante la guerra entre Federico II, emperador del Sacro Imperio Romano Germánico, y la Liga Lombarda y el difunto pontífice, el papa Gregorio IX, con Italia dividida entre facciones pro-papales y pro-imperiales conocidas como los güelfos y los gibelinos.

## Sede vacante
Durante la sede vacante, Federico II rodeó Roma con sus ejércitos, bloqueando la llegada de algunos cardenales electores conocidos por ser hostiles a sus intereses. 
Incapaces de llegar a un consenso, los cardenales fueron encerrados en un monasterio llamado Septasolium (corrompido tanto en las narrativas medievales como modernas en Septizodium) por los funcionarios cívicos romanos, finalmente decantándose por uno de sus miembros más ancianos y débiles. 

## Consecuencias
Se cree que las condiciones dentro del edificio contribuyeron a la muerte de uno de los papables e incluso a la muerte de Celestino IV poco después de la elección. Después de la muerte de Celestino IV, la guerra en la península se reanudó y los cardenales se dispersaron durante más de un año y medio antes de reunirse en Anagni para elegir al papa Inocencio IV.
El secuestro forzoso de los cardenales durante las elecciones fue históricamente significativo y, junto con otras elecciones papales del siglo XIII, contribuyó al desarrollo del cónclave papal.